# Porcelanosa
Porcelanosa és un grup empresarial d'origen valencià del sector de la ceràmica, és una empresa multinacional. Està entre les deu primeres empreses més importants del País Valencià. Va ser fundada l'any 1973 per José Soriano Ramos i els germans Manuel i Héctor Colonques i la seva seu es va establir a Vila-real.
Actualment té obertes més de 400 tendes en uns 80 països. Al principi la plantilla era de 73 treballadors però actualment supera les 4.500 persones, té uns 600.000 metres quadrats d'instal·lacions i una facturació anual de més de 800 milions d'euros (dades de 2015).
Porcelanosa va substituir l'ús tradicional a Espanya de l'argila vermella per la pasta blanca de més finor i qualitat.
Amb finalitats promocionals la seva publicitat ha fet servir rostres coneguts: Gina Lollobrigida el 1980 i des de 1982 Isabel Preysler i altres personatges de la noblesa o la premsa del cor com Carles (príncep de Gal·les), la filla de la duquessa d'Alba Eugenia Martínez de Irujo, l'actor Kevin Kostner, les models Claudia Schiffer i Valeria Mazza, John Travolta, la dissenyadora Carolina Herrera o la princesa Ira de Fürstenberg.

## Empreses del grup
El grup està format per:
- Porcelanosa: fundada el 1973 i centrada en la producció de rajoletes.
- Venis: fundada el 1986 i especialitzada en la producció de rajoletes.
- Gamadecor: fundada el 1987, es dedica a la producció de cuines, mobles de bany, accessoris i armaris.
- Systempool: fundada el 1993 controla dues marques: Systempool i KRION®, una superfície sòlida emprada per a taulells i façanes.
- L'Antic Colonial: fundada el 1999, se centra en productes naturals com la pedra, el marbre, la ceràmica, els mosaics i la fusta.
- Butech: fundada el 2001, s'especialitza en rajoles i en materials i sistemes de construcció, com: façanes, morter i adhesius especials per a condicions climàtiques extremes.
- Noken: va ser fundada el 2001 i està especialitzada en ceràmica per a banys, joc d'aixetes, dutxes i banyeres i moble i accessoris de bany.
- Urbatek: fundada el 2004, se centra en l'arquitectura i dissenys de projectes i en oferir ceràmica adaptada tant per a aplicacions interiors com exteriors.